# ويليام ك. آدمسون
ويليام ك. آدمسون (بالإنجليزية: William C. Adamson)‏ هو محامي وقاضي وسياسي أمريكي، ولد في 13 أغسطس 1854 في بودون في الولايات المتحدة، وتوفي في 3 يناير 1929 في نيويورك في الولايات المتحدة. حزبياً، نشط في الحزب الديمقراطي. وقد انتخب عضو مجلس النواب الأمريكي.